# Temperatura neutrónica

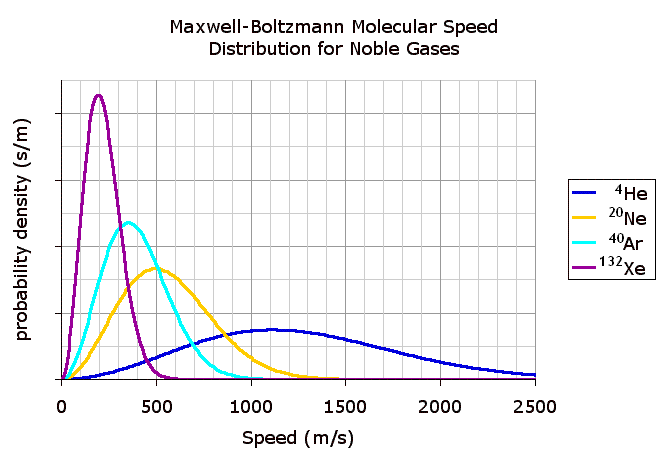
Gráfico ilustra as funções densidade de probabilidade para as velocidades das partículas em alguns gases nobres (298,15 K / 25 °C). Uma explicação da legenda do eixo dos yy pode ser encontrada na página desta imagem (clicar sobre ela). Distribuições de velocidade similares são obtidas para neutrões após moderação.

A temperatura neutrónica, também denominada de energia neutrónica, é indicadora da energia cinética de um neutrão livre, sendo normalmente expressa em electrão-volt (eV). O termo temperatura é utilizado devido ao facto de os neutrões quentes, térmicos e frios serem moderados num meio com uma determinada temperatura. A distribuição de energia neutrónica é então adaptada à distribuição de Maxwell-Boltzmann, a qual é adequada para partículas clássicas em agitação térmica. Qualitativamente, quanto maior a temperatura, maior a energia cinética do neutrão livre. Energia cinética, velocidade e comprimento de onda do neutrão estão inter-relacionadas através da relação de de Broglie.

## Ordens de distribuição de energias neutrónicas
Listadas em baixo estão as distribuições de energias neutrónicas moderadas e não-térmicas:
- Neutrões rápidos têm energia superior a 1 keV e, normalmente, à volta de 1 MeV;[1]
- Neutrões lentos têm energia inferior a 1 eV;[2]
- Neutrões epitérmicos têm energia entre 0,025 e 1 eV (ligeiramente acima de energias térmicas);
- Neutrões quentes têm energia de cerca de 0,2 eV;
- Neutrões térmicos têm energia de aproximadamente 0,025 eV;
- Neutrões frios têm energia de 5x10−5 eV a 0,025 eV;
- Neutrões muito frios têm energia entre 3x10−7 eV e 5x10−5 eV;
- Neutrões ultra-frios têm energia inferior a 3x10−7 eV;
- Neutrões de região contínua têm energia de 0,01 MeV a 25 MeV;[3]
- Neutrões de região de ressonância têm energia de 1 eV a 0,01 MeV;
- Neutrões de região de baixa energia têm energia inferior a 1 eV.

## Neutrões rápidos
Um neutrão rápido é um neutrão livre com energia cinética superior a 1 keV e, normalmente, à volta de 1 MeV (100 TJ/kg), correspondendo a uma velocidade de 14 000 km/s. São denominados de rápidos para se distinguirem dos neutrões térmicos com menores energias, e dos neutrões de altas energias produzidos por radiação cósmica e por aceleradores de partículas. Os neutrões rápidos são produzidos por processos nucleares tais como a fissão nuclear.
Neutrões originados por reacções de fusão nuclear são consideravelmente mais energéticos que 1 MeV; a fusão deutério-trítio é um caso extremo, produzindo neutrões com 14,1 MeV (1 400 TJ/kg, movendo-se a 52 000 km/s, ou seja, 17,3% da velocidade da luz) que podem facilmente fissionar urânio-238 e outros actinídios não-físseis.
Neutrões rápidos podem ser tornados térmicos por um processo chamado "moderação", e recorrendo a substâncias moderadoras. Nos reactores, estas substâncias são tipicamente (da mais para a menos utilizada) água leve, grafite e água pesada.

## Neutrões térmicos
Um neutrão térmico é um neutrão livre com energia de cerca de 0,025 eV (2,4 MJ/kg, movendo-se a 2,2 km/s), que é a energia correspondente à velocidade mais provável a uma temperatura de 290 K (17 °C), a moda da distribuição de Maxwell-Boltzmann para esta temperatura. A energia mais provável é diferente tanto da energia correspondente à velocidade mais provável como da energia média. Com efeito, a energia mais provável é metade da energia correspondente à velocidade mais provável (0,125 eV à temperatura ambiente), enquanto que a energia média é 50% superior à energia correspondente à velocidade mais provável (0,375 eV à temperatura ambiente). Após um número arbitrário de colisões com dispersão por núcleos num meio moderador a esta temperatura, os neutrões atingem valores de energia próximos da referida energia mais provável, desde que não sejam absorvidos.
Neutrões térmicos possuem uma secção-eficaz efectiva de absorção para cada nuclídeo frequentemente muito superior do que os neutrões rápidos, podendo assim serem absorvidos mais facilmente por um núcleo atómico, criando como resultado final um isótopo mais pesado (e, na maioria dos casos, instável) do elemento químico.

## Comparação entre reactores rápidos e reactores térmicos
A maioria dos reactores de fissão são reactores térmicos que usam moderadores neutrónicos para abrandar os neutrões produzidos pela fissão nuclear, tornando-os térmicos. Esta moderação aumenta substancialmente a secção-eficaz da fissão para núcleos físseis como o urânio-235 ou plutónio-239. Para além disso, o urânio-238 também tem uma secção-eficaz de captura muito inferior para neutrões térmicos, permitindo que mais neutrões produzam fissão de núcleos físseis e continuem a reacção em cadeia, em vez de serem capturados por 238U. A combinação destes efeitos, com o primeiro a ser mais importante, permite que os reactores térmicos usem menos urânio enriquecido ou mesmo urânio natural, pelo menos enquanto o moderador é eficiente (água pesada ou grafite), o que significa que têm menor tendência de capturar neutrões.
Um aumento na temperatura do combustível também aumentará a absorção de 238U por efeito Doppler, fornecendo realimentação (feedback) negativa para ajudar a controlar o reactor. Para além disso, quando o moderador é também um líquido de arrefecimento circulante (água leve ou pesada), a fervura deste irá reduzir a sua densidade e fornecer realimentação negativa (coeficiente de vazio negativo).
Neutrões com valores intermédios de energia têm, para a maior parte dos combustíveis, razões fissão/captura mais pobres do que os neutrões rápidos ou neutrões térmicos. Uma excepção é o urânio-233 do ciclo do tório.
Reactores rápidos usam neutrões rápidos não-moderados para sustentar a reacção nuclear, e requerem um combustível com alta concentração de material físsil. No entanto, neutrões rápidos têm uma razão fissão/captura mais elevada para vários nuclídios e cada fissão rápida liberta um grande número de neutrões, pelo que um reactor super-regenerador pode, potencialmente, gerar mais combustível do que o consumido.
O controlo neste tipo de reactores é mais exigente devido ao menor alargamento Doppler e ausência de coeficiente de vazio negativo de um moderador. Em tempos visto como os reactores do futuro, o desenvolvimento da tecnologia de reactores super-regeneradores tem estado praticamente inactivo, com apenas um punhado de reactores a serem construídos nas décadas subsequentes ao acidente de Chernobil (e também devido aos baixos preços no mercado mundial de urânio). Existem, no entanto, perspectivas de reflorescimento deste tipo de reactores com vários países asiáticos a planear protótipos de grandes reactores rápidos nos próximos anos.